# Тейлор, Роберт (актёр)
Роберт Тейлор (англ. Robert Taylor, настоящее имя — Спенглер Арлингтон Бруг, англ. Spangler Arlington Brugh; 5 августа 1911, Филли, штат Небраска, США — 8 июня 1969, Санта-Моника, США) — американский актёр кино и телевидения, один из самых заметных актёров своего времени.

## Биография
Роберт Тейлор родился в семье провинциального врача. Мастерству актёра обучался в театральной школе Нили Джексона в Голливуде. Первая роль, принесшая Тейлору громкую известность, была в фильме Джорджа Кьюкора «Дама с камелиями» (1936) по одноимённому роману Дюма-сына. Он стал сниматься в 1930-е годы и это время, возможно, стоит назвать пиком его карьеры. Публика была покорена его работами в картинах «Толпа ревёт» (1938) и «Три товарища» (1938). Сам Роберт считал переломной роль офицера Роя Кронина в культовой по сей день картине «Мост Ватерлоо», где он сыграл в дуэте с красавицей Вивьен Ли. Сыграв лётчика в фильме, через три года Тейлор ушёл на фронт служить в авиацию.
В романтической ленте «Песнь о России» (1944) Грегори Ратофа экранная жизнь героя также связана с темой войны. Обаятельный, не лишенный чувства юмора, открытый и искренний американец Джон Мередит, музыкант и дирижёр, приехавший в Россию, чтобы сыграть Чайковского на его родине, влюбляется в русскую девушку Надю. Начинается война, и он оказывается в пекле трагических событий. Позднее Тейлор публично отрёкся от этой роли.
Многие режиссёры, единожды поработав с Робертом, вновь и вновь приглашали актёра в свои постановки. Например, с Ричардом Торпом он сотрудничал 6 раз. Тейлор отличался не только замечательным актёрским дарованием, но и серьёзнейшим отношением к своей работе.
В 1950-е годы Тейлор дважды появился в картинах, снятых по книгам Вальтера Скотта. Он сыграл главные роли в фильмах «Айвенго» и «Квентин Дорвард». В дальнейшем Роберт Тейлор снимался немало, но, за редким исключением, его фильмы и его роли были уже не так востребованы у зрителя. Последними работами актёра в кино стали ленты 1968 года «Там, где ангелы появляются, неприятности начинаются» и «Рубль с двумя решками».
Тейлор умер 8 июня 1969 года от рака лёгких.

## Личная жизнь
Тейлор был женат дважды — на актрисах Барбаре Стэнвик и Урсуле Тисс (в этом браке у актёра было двое детей).

## Избранная фильмография
| Год       |   | Русское название              | Оригинальное название     | Роль                          |
| --------- | - | ----------------------------- | ------------------------- | ----------------------------- |
| 1934      | ф | Порочная женщина              | A Wicked Woman            | Билл Рентон                   |
| 1936      | ф | Дама с камелиями              | Camille                   | Арман Дюваль                  |
| 1937      | ф | Бродвейская мелодия 1938 года | Broadway Melody of 1938   | Стив Роли                     |
| 1938      | ф | Янки в Оксфорде               | A Yank at Oxford          | Ли Шеридан                    |
| 1940      | ф | Мост Ватерлоо                 | Waterloo Bridge           | Рой Кронин                    |
| 1941      | ф | Джонни Игер                   | Johnny Eager              | Джонни Игер                   |
| 1944      | ф | Песнь о России                | Song of Russia            | Джон Мередит                  |
| 1946      | ф | Подводное течение             | Undercurrent              | Алан Герроуэй                 |
| 1947      | ф | Высокая стена                 | High Wall                 | Стивен Кенет                  |
| 1949      | ф | Подкуп                        | The Bribe                 | Ригби                         |
| 1949      | ф | Заговорщик                    | Conspirator               | майор Майкл Карра             |
| 1951      | ф | Камо грядеши                  | Quo vadis                 | Марк Виниций                  |
| 1952      | ф | Айвенго                       | Ivanhoe                   | Уилфред Айвенго               |
| 1953      | ф | Рыцари Круглого стола         | Knigts of the Round Table | Ланселот                      |
| 1954      | ф | Полицейский-мошенник          | Rogue Cop                 | Кристофер Келвейни            |
| 1956      | ф | День «Д», 6 июня              | D-Day the Sixth of June   | капитан Брэд Паркер           |
| 1957      | ф | Ставка на мёртвого жокея      | Tip on a Dead Jockey      | Ллойд Тредман                 |
| 1958      | ф | Девушка с вечеринки           | Party Girl                | Томас «Томми» Фаррелл         |
| 1966—1969 | с | Дни в Долине Смерти           | Death Valley Days         | рассказчик / разные персонажи |